# Abram (Alexander) Załmanow
Abram (Alexander) Salomonowicz Załmanow (ur. 20 czerwca?/2 lipca 1875 w Homel, zm. 24 stycznia 1964 w Paryżu) – doktor medycyny, naturopata i gerontolog, który opracował metodę leczenia chorób oraz ich zapobieganiu za pomocą kąpieli z terpentyną.

## Życiorys
Abram Salomonowicz Załmanow urodził się 20 czerwca (2 lipca wg kalendarza gregoriańskiego) 1875 roku w mieście Homel w rodzinie nauczyciela homelskiej szkoły żydowskiej Salomona Danilowicza Załmanowa. Na chrzcie otrzymał imię Alexander . W 1893 roku ukończył szkołę średnią ze złotym medalem. Rozpoczął studia na Wydziale Lekarskim Cesarskiego Uniwersytetu Moskiewskiego. Na czwartym roku studiów (1896) przeniósł się na Wydział Prawa, równolegle uczęszczając na wykłady z historii prowadzone przez historyka Kluczewskiego. Biegle władał pięcioma językami.
Po ogólnorosyjskim strajku studenckim w 1899 roku został aresztowany razem z innymi organizatorami i wydalony z uniwersytetu. W 1901 ukończył studia na Wydziale Lekarskim Uniwersytetu w Heidelbergu . Od roku 1903 przez 18 miesięcy pracował jako asystent, a następnie jako kierownik oddziału w klinice neuropatologa profesora W. Erba w Heidelbergu . W 1906 roku przeprowadził się do Włoch i został dyrektorem szpitala uzdrowiskowego w Nervi. W 1911 roku uzyskał dyplom doktora medycyny na uniwersytecie w Pawii.
W 1914 roku, wraz z wybuchem I wojny światowej, doktor Załmanow powrócił do Moskwy, został powołany w randze generała do wojennej służby medycznej i wysłany na front do Polski pod Białystok, gdzie pełnił funkcję kierownika pociągów medycznych i chirurga . W marcu 1915 roku powołano go na kierownika szpitala polowego w Ciechanowie. Później obejmował stanowisko głównego lekarza dwóch szpitali wojskowych w Moskwie.
Dodatkowo od 1916 roku wraz z profesorem A.N. Sysinem redagował czasopismo medyczne poświęcone obserwacjom klinicznym ran wojennych.
W sierpniu 1918 roku Załmanow został pierwszym naczelnikiem Głównego urzędu uzdrowiskowego, a jednocześnie przewodniczącym Państwowej komisji ds. zwalczania gruźlicy . Niezawisimaja Gazieta donosi, że Załmanow był jednym z założycieli Instytutu Fizjoterapii i Kurortologii . Założył też Instytut Balneologiczny w Moskwie, którego dyrektorem, był profesor W.A. Aleksandrow . Od października 1918 roku był lekarzem żony i siostry W. Lenina, od którego miał własnoręcznie podpisaną przepustkę na Kreml .
W 1921 roku wyjechał do Niemiec celem podwyższenia kwalifikacji i rozwijania prac badawczo-naukowych w dziedzinie balneologii. Samodzielnie zgłębiał wiedzę o kapilarach oraz budowie tkanek i organów ciała człowieka. Został asystentem i uczniem profesora histologii Alberta Policard’a (1881–1972). W 1928 roku zaczął praktykować białe żywiczne kąpiele terpentynowe. W 1933 roku stworzył podstawy swojej terapii humoralnej, która została odrzucona przez świat ówczesnej nauki medycznej, zaś sam dr Załmanow był odbierany w tym środowisku jako „heretyk medyczny”.
Główne motto teorii Załmanowa brzmi: Leki zdrowia nie zapewnią
Zmarł 24 stycznia 1965 roku w Paryżu. Został pochowany na cmentarzu w L’Étang-la-Ville .

### Rodzina
Starsza siostra – Berta Salomonowna 
A.S. Załmanow był kilkakrotnie żonaty.
Pierwsza żona – hrabina Olga Emanuilowna Sievers (1877 – 1912)  zmarła przedwcześnie z powodu chorób serca i przeziębienia .
Druga żona (związek kohabitacyjny) – Złata Aleksandrowna Łopatina  , była siostrzenicą rosyjskiego rewolucjonisty G.A. Łopatina; córka – Litli (Lidia) Abramowna Łopatina (ur. 1912).
Trzecia żona – Nadieżda Siergiejewna; synowie – Andrey i Danil .

## Zainteresowania naukowe
Pod wpływem fizjologa Augusta Krogha doktor Załmanow zajął się badaniem fizjologii naczyń włosowatych.
Opracował unikalną metodę leczenia kąpielami z żywicznym olejem terpentynowym.

## Publikacje
Załmanow opublikował we Francji trzy książki w języku francuskim. Jego pierwsza książka, „Secrets et sagesse du corps” (Tajemnice i mądrość ciała) (1958), została przetłumaczona na język rosyjski i wydana w ZSRR w 1966 roku. Książkę zatytułowano „Tajna mądrość organizmu człowieka” – było to skrócone tłumaczenie z języka francuskiego i niemieckiego. Głównym redaktorem i autorem przedmowy był Władimir Nikołajewicz Czernigowski (akademik). Do tej publikacji wydano osobny skrócony (do 7 stron) załącznik  z opisem zaleceń i procedur leczenia niektórych chorób (przewodnik terapeutyczny). Ten przewodnik był częścią książki „Sekrety i mądrość ciała” (1958), ale z powodu obaw cenzorów, że informacje te będą wykorzystywane przez ludowych uzdrowicieli, nie uwzględniono go w głównym tomie tłumaczenia, lecz dodano jako załącznik do książki, a jego treść znacznie skrócono. Przewodnik został w pełni opublikowany w książce ucznia Załmanowa doktora Jurija Kamieniewa „A.S. Załmanow. Terapia kapilarna i naturopatia chorób” (2003) .
W 1991 roku Petersburski oddział wydawnictwa „Nauka” opublikował drugie wydanie książki „Tajna mądrość organizmu człowieka”, które zawierało również skrócone tłumaczenie wszystkich trzech książek A.S. Załmanowa: „Tajemnice i mądrość ciała” (1958), „Cud życia” (1960) i „Tysiące dróg do wyzdrowienia” (1965).
Dodatkowo w drugim wydaniu umieszczono recenzje na temat koncepcji doktora Załmanowa autorstwa zachodnich naukowców oraz rosyjskiego akademika B.N. Kłosowskiego, a także wyniki leczenia według systemu Załmanowa w instytucjach medycznych w Petersburgu, dietę szwajcarskiego doktora M. Birchera-Bennera oraz przepisy z ziół leczniczych.
W oryginalnym języku (francuski):
- Alexandre Salmanoff: Secrets et sagesse du corps (Tajemnice i mądrość ciała). T. I. Paryż: La Table ronde, 1958, s. 335, seria: Médecine des profondeurs.
- Alexandre Salmanoff: Le Miracle de la vie (Cud życia). T. II. Paryż: La Table ronde, 1960, s. 259, seria: Médecine des profondeurs.
- Alexandre Salmanoff: Les Mille chemins de la guérison. De la cellule au soleil (Tysiące ścieżek do powrotu do zdrowia). T. III. Paryż: La Table ronde, 1965, s. 256, seria: Médecine des profondeurs.

Tłumaczenia na język rosyjski:
- Załmanow A.S.: The Secret Wisdom of the Human Body (Depth Medicine). Moskwa: Nauka, 1966, s. 162. [13]  Redaktor naczelny Czernigowski V.N. (akademik)
- Załmanow A.S.: The Secret Wisdom of the Human Body (Depth Medicine). Moskwa: Nauka, 1991, s. 335. Redaktor Z.A. Vasilieva

Tłumaczenia na język polski:
- Załmanow A.S.: Tajemnice i mądrość organizmu. Warszawa: Wydawnictwo AST, 2020, s. 304. ISBN 978-83-947050-9-1. [14]  Redaktor naczelny Andrzej Pierowski